# Liptice

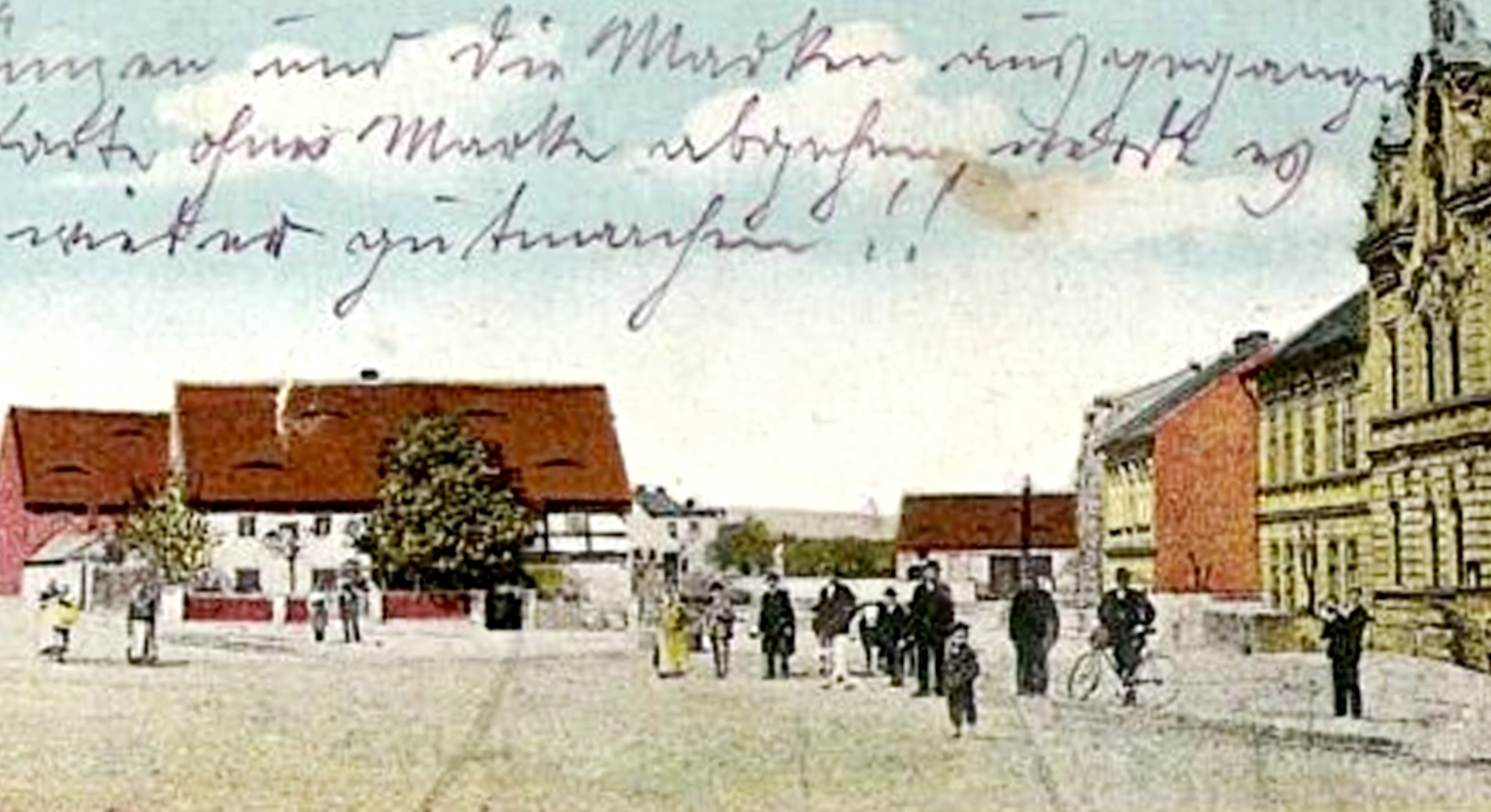
Liptice im Jahre 1909

Liptice (deutsch Liptitz) ist ein abgebaggertes Dorf im Okres Teplice, Tschechien. Sein Kataster mit einer Fläche von 268,7263 ha gehört zur Stadt Duchcov. An der Stelle von Liptice befindet sich heute der Tagebau důl Bílina.

## Geographie
Liptice befand sich zwei Kilometer südwestlich von Duchcov im Nordböhmischen Becken. Das Dorf lag rechtsseitig des Baches Ledvický potok (Ladowitzer Bach), der nördlich und nordwestlich von Liptice ein Teichgebiet mit dem Liptitzer Teich, dem Breiteteich und weiteren kleineren Fischteichen speiste. Liptice lag an der Bahnstrecke Osek–Duchcov.
Nachbarorte waren Háj u Duchcova im Norden, Duchcov, Zabrušany und Želénky im Nordosten, Ledvice und Světec im Osten, Chotějovice, Chotovenka, Chudeřice und Břežánky im Südosten, Břešťany im Süden, Jenišův Újezd, Nový Dvůr und Mariánské Radčice im Südwesten, Libkovice und Lom im Westen sowie Hrdlovka, Nová Ves und Osek im Nordwesten.

## Geschichte
Archäologische Funde belegen eine Besiedlung der Gegend seit der Bronzezeit, bei Liptice befand sich ein Hof der Knovízer Kultur.
Das Dorf entstand wahrscheinlich im 12. Jahrhundert um einen kleinen Herrensitz. Die erste schriftliche Erwähnung des zur Riesenburg gehörigen Dorfes Lubtitz erfolgte im Jahre 1209. Zwischen Lubtitz, Duchcov und Ledvice lag der See Redyen.
Im 16. Jahrhundert wurde Liptitz der Herrschaft Ossegg zugeschlagen und kam später zur Herrschaft Dux. Während des Dreißigjährigen Krieges wurde das Dorf verwüstet. 1680 erhob Johann Friedrich von Waldstein die Herrschaften Dux und Oberleutensdorf zum Familienfideikommiss. Im selben Jahre wurden Liptitz und die umliegenden Orte bei einem Pestausbruch nahezu entvölkert. Der Redyen wurde im 18. Jahrhundert sukzessive trockengelegt und beforstet. Im Jahre 1722 lebten in Liptitz 68 Personen. Die Grafen von Waldstein ließen im 18. Jahrhundert auf dem erhöhten Platz inmitten des Dorfes, auf dem früher der Herrensitz gestanden war, einen großen Gutshof anlegen.
Die barocke Kirche der hll. Peter und Paul wurde 1727 nach Plänen des Baumeisters Octavio Broggio erbaut. Den größten Teil der Baukosten trug der Liptitzer Bauer Mathias Matausch, den übrigen Teil Johann Josef von Waldstein. Die aus dem Jahre 1585 stammende Glocke wurde wahrscheinlich vom Vorgängerbau übernommen.
Bei der Einführung der Hausnummerierung gab es in dem Dorf 16 Häuser. Im Jahre 1831 bestand das an der Chaussee zwischen Dux und Brüx gelegene Dorf Liptitz aus 20 Häusern mit 96 deutschsprachigen Einwohnern. Die Filialkirche der hll. Peter und Paul stand unter der Administration des Duxer Dekanates. Im Ort gab es einen obrigkeitlichen Meierhof und eine Schäferei. Im Jahre 1848 war Liptitz auf 33 Häuser angewachsen und hatte 202 Einwohner. Bis zur Mitte des 19. Jahrhunderts blieb Liptitz der Fideikommissherrschaft Dux untertänig. Zu dieser Zeit begann Johann Teuchert aus Dux bei Liptitz mit dem Abbau von Braunkohle.
Nach der Aufhebung der Patrimonialherrschaften bildete Liptitz/Liptice ab 1850 einen Ortsteil der Gemeinde Ladowitz im Leitmeritzer Kreis und Gerichtsbezirk Dux. Ab 1868 gehörte das Dorf zum Bezirk Teplitz. Im selben Jahre nahm bei Liptitz die Braunkohlengrube Peter und Paul auf dem Christianaschacht, Antonienschacht und Johannschacht die Förderung auf. Am 20. Mai 1871 nahm die k.k. priv. Dux-Bodenbacher Eisenbahn den Betrieb auf der Strecke Bodenbach-Dux-Liptitz auf, die am 16. Dezember 1879 noch bis Ladowitz erweitert wurde. Sie diente hauptsächlich dem Kohlentransport. Im Jahre 1872 begann die Kohleförderung auf der Grube Franz. 
1888 lebten in Liptitz 226 Personen. Im Jahre 1890 hatte das aus 29 Häusern bestehende Dorf 332 Einwohner. 1896 wurde das Dorf dem neu gebildeten Bezirk Dux zugeordnet. In Folge des Braunkohlenbergbaus erfolgte zum Ende des 19. Jahrhunderts ein starker Zuzug tschechischer Bergleute nach Liptitz. Beim Zensus von 1900 lebten in den 43 Häusern von Liptitz bereits 764 Personen. Nach 1918 wurden im Dorf ein tschechischer und ein deutscher Kindergarten eingerichtet, der Schulunterricht erfolgte weiterhin in Dux. 1921 bestand das Dorf aus 52 Häusern und hatte 755 Einwohner. Im Jahre 1930 waren es 692 Einwohner, davon 358 Deutschböhmen und 334 Tschechen. Im selben Jahr wurden 53 Häuser gezählt. 1931 nahm in Liptitz eine private tschechische Schule den Unterricht auf. In Folge des Münchner Abkommens wurde Liptitz 1938 dem Deutschen Reich zugeschlagen und gehörte bis 1945 zum Landkreis Dux.
Nach dem Ende des Zweiten Weltkrieges kam Liptice 1945 zur Tschechoslowakei zurück und der überwiegende Teil der deutschböhmischen Bevölkerung wurde vertrieben. Im Jahre 1950 löste sich Liptice von Ledvice los und bildete eine eigene Gemeinde. Zu dieser Zeit bestand das Dorf aus 44 Häusern und hatte 396 Einwohner. In Folge der Einstellung des Braunkohlentiefbaus ging die Einwohnerzahl weiter zurück. Erste Planungen zur Liquidation des Dorfes entstanden zu Beginn der 1950er Jahre. Diese hatten u. a. zur Folge, dass der örtliche Friedhof 1952 geschlossen wurde. Im Zuge der Aufhebung des Okres Duchcov wurde die Gemeinde 1961 dem Okres Teplice zugeordnet. Auf Grund des 1963 gefassten Beschlusses zur Errichtung des Großtagebaus důl Maxim Gorkij stand die künftige Absiedlung von Liptice, das zunächst durch den Tagebauaufschluss nicht berührt wurde, endgültig fest. Zwischen 1964 und 1965 wurden die in südliche Richtungen führenden Straßenverbindungen, darunter auch die Fernstraße Teplice-Duchcov-Most, unterbrochen. Im Jahre 1970 bestand Liptice aus 59 Häusern, in denen 274 Personen lebten. Die Einwohnerschaft setzte sich aus 231 Tschechen, 28 Slowaken, zwölf Deutschen, einem Ungarn und weiteren zwei Personen anderer Nationalität zusammen.
Wegen des weiteren Ausbaus der Grube Maxim Gorkij erfolgte 1974 die Liquidation von Hrdlovka. Im Zuge dessen wurde auch die vorzeitige Räumung von Liptice innerhalb von zwei Jahren beschlossen. Bis 1976 wurde deshalb kurzfristig für die etwa 200 Einwohner von Liptice eine Plattensiedlung errichtet. Die Gemeinde Liptice wurde 1976 aufgelöst und ihre Fluren der Stadt Duchcov zugeschlagen.